# سان خوليان دي راميس
بلدية سان خوليان دي راميس (بالإسبانية: San Julián de Ramis) هي بلدية تقع في مقاطعة جرندة التابعة لمنطقة كتالونيا شمال شرق إسبانيا.

## الديموغرافيا
بلغ عدد سكان بلدية سان خوليان دي راميس 3.348 نسمة عام 2011 (وفقاً للمعهد الوطني الإسباني للإحصاء).
| 1.942 | 1.986 | 2.166 | 2.495 | 2.866 | 3.233 | 3.348 |